# Non piangere, Liù
"Non piangere, Liù" ("No llores, Liù") es un aria cantada por Calàf, el "Príncipe Desconocido", en el acto uno de la ópera Turandot de Giacomo Puccini. La letra fue escrita por Giuseppe Adami y Renato Simoni. La escena tiene lugar ante los muros del palacio imperial. En el aria anterior ("Signore, ascolta!" - "¡Mi señor, escuche!"), Liù le ruega a Calàf que no arriesgue su vida jugando un juego de adivinanzas mortal para casarse con la princesa Turandot, y Calàf le responde gentilmente, pidiéndole que no llore.

## Libretto
Non piangere, Liù

se in un lontano giorno

io t'ho sorriso

per quel sorriso,

dolce mia fanciulla

m'ascolta

il tuo signore

sarà, domani,

forse, solo al mondo

Non lo lasciare...

portalo via con te

Dell'esilio,

addolcisci a lui le strade

Questo...questo,

o mia povera Liù,

al tuo piccolo cuore

che non cade

chiede colui

che non sorride più!
¡No llores, Liù!

Si en un lejano día

Yo te sonreí,

Por aquella sonrisa,

Dulce niña mía,

Escúchame:

Tu señor

estará, mañana,

tal vez solo en el mundo.

¡No lo abandones,

llévalo contigo!

Desde el exilio,

endulza su camino.

Esto... esto,

mi pobre Liù,

es lo que pido a tu pequeño corazón

que no desfallece,

te lo pide

aquel que ya no sonríe.